# Abierto de Estados Unidos 1996
Lista de los campeones del Abierto de Estados Unidos de 1996:

## Individual masculino
Pete Sampras (USA) d. Michael Chang (USA), 6–1, 6–4, 7–6(7–3)

## Individual femenino
Steffi Graf (ALE) d. Monica Seles (USA), 7–5, 6–4

## Dobles masculino
Todd Woodbridge(AUS)/Mark Woodforde (AUS)

## Dobles femenino
Gigi Fernández (USA)/Natasha Zvereva (BLR)

## Dobles mixto
Lisa Raymond (USA)/Patrick Galbraith (USA)
| Predecesor: 1995                         | Abierto de Estados Unidos 1996 | Sucesor: 1997                      |
| Predecesor: Campeonato de Wimbledon 1996 | Grand Slam 1996                | Sucesor: Abierto de Australia 1997 |

- Datos: Q935585